# 3562 Ignatius
A 3562 Ignatius (ideiglenes jelöléssel 1984 AZ) a Naprendszer kisbolygóövében található aszteroida. J. Wagner fedezte fel 1984. január 8-án.